# 와다 아쓰키
와다 아쓰키(일본어: 和田 篤紀, 1993년 2월 9일 ~ )는 일본의 축구 선수이다. 포지션은 중앙 미드필더이다. K리그 챌린지 2017 시즌 서울 이랜드 소속이었으며, K리그 등록명은 아츠키였다. 서울 이랜드에서 등번호는 25번을 달았다. 친동생인 와다 도모키 또한 축구 선수로 활약하고 있으며, K리그 챌린지 2017 시즌 서울 이랜드에서 형제가 동시에 한 팀에 뛰기도 하였다. 2018년 현재 일본의 축구 5~6부에 해당하는 일본 풋볼 리그 소속 스즈카 언리미티드 FC에서 활약하고 있다.

## 축구인 경력

### 선수 경력
2015년 일본 J2리그의 교토 상가 FC와 계약을 맺으며 프로 생활을 시작하였다. 아쓰키는 교토에서 2년간 9경기에 출전하였다.
2017년 2월 동생 와다 도모키가 활약하고 있는 대한민국으로 왔고, 서울 이랜드 FC와 계약을 맺었다. 3월 18일 펼쳐진 K리그 챌린지 2017 대전 시티즌과의 3라운드 원정 경기에서 선발 출장하여 풀타임을 소화해 냈다.
2017년 5월 6일 FC 안양과의 홈경기에서 데뷔 골을 기록하였으며, 동점골에 대한 도움을 기록하였다.
K리그 챌린지 2017 시즌 종료 이후, 계약 만료로 팀을 떠났다.
2018년 4월 10일 일본의 축구 5~6부에 해당하는 일본 지역 리그 도카이 사회인 리그 소속 스즈카 언리미티드 FC가 와다 아쓰키를 영입했음을 구단 공식 홈페이지를 통해 밝혔다.

## 통계
2017년 10월 29일 기준
| 구단 경력   | 구단 경력   | 구단 경력   | 리그 | 리그 | 리그 | FA컵 | FA컵 | FA컵 | 총합 | 총합 | 총합 |
| 시즌        | 소속        | 디비전      | 출장 | 득점 | 도움 | 출장 | 득점 | 도움 | 출장 | 득점 | 도움 |
| 일본        | 일본        | 일본        | 리그 | 리그 | 리그 | FA컵 | FA컵 | FA컵 | 총합 | 총합 | 총합 |
| ----------- | ----------- | ----------- | ---- | ---- | ---- | ---- | ---- | ---- | ---- | ---- | ---- |
| 2015        | 교토 상가   | 2부         | 9    | 0    | 0    | 0    | 0    | 0    | 9    | 0    | 0    |
| 2016        | 교토 상가   | 2부         | 0    | 0    | 0    | 0    | 0    | 0    | 0    | 0    | 0    |
| 대한민국    | 대한민국    | 대한민국    | 리그 | 리그 | 리그 | FA컵 | FA컵 | FA컵 | 총합 | 총합 | 총합 |
| 2017        | 서울 이랜드 | 2부         | 32   | 2    | 7    | 0    | 0    | 0    | 32   | 2    | 7    |
| 커리어 통산 | 커리어 통산 | 커리어 통산 | 41   | 2    | 7    | 0    | 0    | 0    | 41   | 2    | 7    |

## 같이 보기
- 와다 도모키